# 太田雅彦
太田 雅彦（おおた まさひこ、1967年1月4日 - ）は、日本の男性アニメーター、アニメ演出家・監督。

## 来歴・人物
グループ・タックで『ビット・ザ・キューピッド』や『はれときどきぶた』などの作画を手がけ、1998年頃にグループ・タックを退社しフリーに転身。2000年頃からはマッドハウス作品を中心に作画・演出を手がけたのち、2000年代半ば以降は童夢・動画工房などを中心に演出・作画を手がけている。
2006年の初監督以降、全ての作品のシリーズ構成にあおしまたかしを起用しており、その他にも副監督またはキャラクターデザインには大隈孝晴、音楽担当には三澤康広といった共通したスタッフと仕事をする事例がある。
また、太田は「4クールで1年スパンの作品なら、1回倒れても立て直せる可能性もあるのですけど、1クールで大きい問題がおきてしまうとゴチャゴチャになるんですよ。そんな状態だと、いくら出来のいいシナリオがあっても作品はダメになるものなんです」と述べており、新しいスタッフが入ってくると「この方はどういう仕事をするのか」と探りの時間がどうしてもかかることから、仕事を請ける段階でスタッフの継続を希望する旨を伝えている。

## 参加作品

### テレビアニメ
1992年
- ヤダモン（原画）

1994年
- 3丁目のタマ うちのタマ知りませんか?（原画）

1995年
- ビット・ザ・キューピッド（作画監督）

1998年
- はれときどきぶた（原画 #57）
- MASTERキートン（1998年 - 1999年、作画監督、原画）
- タッチ Miss Lonely Yesterday あれから君は…（原画）

1999年
- モンキーマジック（アニメーションキャラクターデザイン）

2000年
- 機巧奇傳ヒヲウ戦記（作画監督、原画）
- 陽だまりの樹（作画監督）
- はじめの一歩（2000年 - 2002年、原画）

2001年
- タッチ CROSS ROAD〜風のゆくえ〜（作監協力）
- 機動天使エンジェリックレイヤー（原画 #2）
- X-エックス-（演出 #12・#16・#23、原画 #2）
- 仰天人間バトシーラー（演出）

2002年
- ラーゼフォン（原画）
- ぴたテン（演出 #22、原画 #6・#10）
- ギャラクシーエンジェルA（絵コンテ、演出）
- ちょびっツ（演出）

2003年
- なるたる（キャラクターデザイン、総作画監督、OP・ED制作）
- 人間交差点（絵コンテ、演出）
- グリーングリーン（作画監督 #2）
- TEXHNOLYZE（演出、原画）
- ガングレイヴ（絵コンテ、演出）
- GUNSLINGER GIRL（演出）

2004年
- ごくせん（絵コンテ）
- KURAU Phantom Memory（演出）
- 舞-HiME（絵コンテ #7・#23、演出 #2・#7・#12・#17・#23・#26）
- 天上天下（絵コンテ）
- ディノブレイカー（絵コンテ）
- ロックマンエグゼStream（絵コンテ）
- ローゼンメイデン（演出 #10）

2005年
- エレメンタル ジェレイド（絵コンテ）
- 苺ましまろ（演出 #5・#10、原画 #5・#10）
- 舞-乙HiME（演出 #5・#11・#16・#21）
- ローゼンメイデン トロイメント（絵コンテ #9）
- SHUFFLE!（絵コンテ #23、演出 #23）

2006年
- ロックマンエグゼBEAST（絵コンテ）
- となグラ!（絵コンテ #6・#12）
- ザ・サード 〜蒼い瞳の少女〜（絵コンテ）
- ロックマンエグゼBEAST+（絵コンテ）
- 夜明け前より瑠璃色な 〜Crescent Love〜（監督、絵コンテ、演出、原画、OP絵コンテ・演出、ED絵コンテ・演出）

2007年
- ヒロイック・エイジ（絵コンテ）
- みなみけ（監督、絵コンテ、演出、OP絵コンテ・演出、ED絵コンテ・演出）

2008年
- ヤッターマン（2008年 - 2009年、原画）
- ペンギンの問題（2008年 - 2010年、絵コンテ）
- To LOVEる -とらぶる-（絵コンテ）
- ロザリオとバンパイア CAPU2（絵コンテ、演出、原画）

2009年
- バスカッシュ!（演出、作画監督）
- アラド戦記 〜スラップアップパーティー〜（絵コンテ）

2010年
- ペンギンの問題Max（2010年 - 2011年、絵コンテ）
- みつどもえ（監督、絵コンテ、演出、OP演出、ED演出・原画）

2011年
- みつどもえ 増量中!（監督、脚本、絵コンテ、演出、OP演出・原画、EDアニメーション）
- ゆるゆり（監督、絵コンテ、演出、アイキャッチアニメーション絵コンテ・演出）

2012年
- ゆるゆり♪♪（監督、脚本、絵コンテ、OP絵コンテ・演出、ED絵コンテ・演出、アイキャッチアニメーション絵コンテ・演出）

2013年
- 琴浦さん（監督、絵コンテ）
- 恋愛ラボ（監督、絵コンテ、演出）
- カードファイト!! ヴァンガード リンクジョーカー編（原画）

2014年
- さばげぶっ!（監督・絵コンテ・演出・原画・サブキャラクターデザイン）

2015年
- 干物妹!うまるちゃん（監督・絵コンテ・演出）

2016年
- はがねオーケストラ（監督・絵コンテ・演出）

2017年
- ガヴリールドロップアウト（監督・絵コンテ・演出・ED絵コンテ・演出）
- 干物妹!うまるちゃんR（監督・絵コンテ・演出）

2018年
- うちのメイドがウザすぎる!（監督・絵コンテ・演出）

2019年
- 私、能力は平均値でって言ったよね!（監督・絵コンテ）

2020年
- 放課後ていぼう日誌（絵コンテ・演出）

2022年
- おにぱん!（監督・絵コンテ）

2024年
- しかのこのこのここしたんたん（監督・絵コンテ・演出・ED絵コンテ/演出/原画）

2026年
- 魔王の娘は優しすぎる!!（監督）

### 劇場アニメ
1986年
- タッチ 背番号のないエース（動画）
- タッチ2 さよならの贈り物（動画）

1987年
- タッチ3 君が通り過ぎたあとに（動画）

1988年
- 陽あたり良好! KA・SU・MI 夢の中に君がいた（動画）

1991年
- ふしぎの海のナディア（作画監督補佐）

1993年
- 3丁目のタマ おねがい!モモちゃんを捜して!!（原画）

1997年
- 劇場版 天地無用! 真夏のイヴ（作画監督協力、原画）

2004年
- 劇場版 金色のガッシュベル!! 101番目の魔物（原画）

2022年
- 私に天使が舞い降りた! プレシャス・フレンズ（演出）

### OVA
1989年
- TAMA&FRIENDS 3丁目物語（動画）

2005年
- いちご100% -桜海学園エクソダス編-（演出）

2008年
- こはるびより（作画監督、原画）

2009年
- 苺ましまろ encore（演出、原画）
- To LOVEる -とらぶる- OVA（絵コンテ、演出、原画）

2021年
- 土下座で頼んでみた（原画）

## 関連人物
- 副監督 - 大隈孝晴
- 脚本 - あおしまたかし、子安秀明、杉原研二、鴻野貴光
- 絵コンテ - おざわかずひろ、誌村宏明
- 演出 - 荒井省吾、矢花馨、福本潔、守田芸成
- 編集 - 小野寺絵美
- 音響監督 - えびなやすのり
- 音響効果 - 山谷尚人
- 音楽 - 三澤康広